# Hooligans & Tiny Hands
hooligans & tiny hands ist die erste Soloveröffentlichung von Max Martin Schröder, der unter dem Pseudonym Der Hund Marie auftritt. Das Album erschien am 29. September 2006 bei Grand Hotel van Cleef.

## Entstehung
Im Jahr 2005 nahm Schröder zunächst mit Olli Schulz Das beige Album auf, spielte im Sommer für den Film Keine Lieder über Liebe den Schlagzeuger der Hansen Band und ging Ende des Jahres mit Tomte ins Studio, um Buchstaben über der Stadt aufzunehmen. Parallel dazu arbeitete er an seinem ersten Soloalbum, das er schließlich in einer kurzen Aufnahme- und Tourpause einspielte. Schröder spielte alle Instrumente selbst ein, unterstützt wurde er lediglich von Produzent Swen Meyer sowie von seiner Freundin Heike Makatsch, die auf zwei Titeln als Background-Sängerin zu hören ist.

## Titelliste
Das mit einer Laufzeit von nur 30 Minuten recht kurze Album enthält zehn deutschsprachige Songs, die alle von Max Martin Schröder komponiert und getextet wurden.
1. „hooligans & tiny hands“ – 3:10
2. „stellt mich auf die beine“ – 4:02
3. „boot“ – 2:39
4. „ein falscher teil der welt hat sich abgesprochen“ – 0:38
5. „wwennn“ – 4:27
6. „sie singen 'tears are cool'“ – 3:11
7. „die stimmung ist verwirrend“ – 2:46
8. „moby dick“ – 3:30
9. „am vermaleideten pool“ – 3:41
10. „honig für mein handicap“ – 2:26

## Rezeption
hooligans & tiny hands wurde insgesamt positiv besprochen.
In der Musikzeitschrift Intro schrieb Jasmin Lütz, das Album bestehe aus „zehn liebevolle[n] Gitarrenpopsongs“, die „voller verträumter Emotionalität“ seien. Auch wenn Schröder noch nicht zu den großen Singer-Songwritern zähle, gelängen ihm „zerbrechliche Songs über verwirrte Stimmungen, krankhafte Augenblicke und Zukunftsvisionen“, denen man gerne zuhöre.
Für das Online-Magazin Laut.de schrieb Oliver Lambrecht, man könne Schröder seine Spielfreude anmerken. Den Song „die stimmung ist verwirrend“ verglich Lambrecht mit „Die Welt kann mich nicht mehr verstehen“ von Tocotronic, jedoch sei die Gitarre „fragiler“ und der Gesang „verstörter“.